# 因諾科荒原
因諾科荒原（Innoko Wilderness）是一片位於美國阿拉斯加州、面積約50萬公頃的野生動物保護區，由美國國會在1980年設立保護。它位於因諾科國家野生動物保護區的東南部，是凍土層和針葉林帶的交界。因諾科荒原大半都是沼澤濕地、湖泊、河流，以及長滿黑雲杉、苔蘚、地衣與矮灌木的小島。沿育空河和因諾科河畔有許多阿拉斯加原住民的捕獵營地。

## 生態環境
因諾科荒原棲息著超過20,000隻河貍，以及駝鹿與馴鹿、黑熊與棕熊、赤狐、郊狼、猞猁、狼、水獺與貂熊。每年約有65,000隻加拿大鵝會在夏季至因諾科荒原渡暑；另有有380,000隻水鳥、涉禽、針尾鴨、潛鴨、廣嘴野鴨、黑鳧、赤頸鴨、赤頸鸊鷉、小黃腳鷸與棕塍鷸等。

## 外部連結
- 因諾科荒原 （英文）